# كودي هوفمان
كودي هوفمان (بالإنجليزية: Cody Hoffman)‏ هو لاعب كرة قدم أمريكية ولاعب كرة القدم الكندية أمريكي، ولد في 13 مارس 1991 في كريسينت سيتي في الولايات المتحدة.